# Lhommeia illiturata
Lhommeia illiturata là một loài bướm đêm trong họ Geometridae.